# Antonio Cesti
Antonio Cesti (Arezzo, 1623. augusztus 5. – Firenze, 1669. október 14.) olasz barokk zeneszerző, énekes és komponista, a kora barokk opera egyik legnagyobb mestere.

## Életpályája
Zenei tehetsége hamar megmutatkozott, gyermekkorában a város katedrálisának kórusában énekelt. Itt lehetősége volt fejleszteni énektudását, azonban 1637-ben úgy tűnt, inkább a szerzetesi életet választja a zenei pálya helyett: belépett a ferences rendbe és felvette a Pietro nevet. 1640-ben Rómába utazott, ahol zenei tanulmányait is folytatta, többek között Giacomo Carissimi tanítványa volt.
1645-ben hagyta el az örök várost és Volterrába ment, ahol három évet töltött el. Ekkor főleg egyházzenei műveket komponált. A Mediciek pártfogolták működését a városban, a katedrálisban talált állást. 1651-ben mutatták be első operáját Velencében, Alessandro vincitor címen, majd nem sokkal ezután elkészült következő darabja, a Cesare amante. A két mű nagy sikert aratott, és megalapozta szerzőjük hírnevét.
Mint világi zeneszerző és énekes többször is összeütközésbe került feljebbvalóival. 1651-ben Cavalli Giasone című darabjában lépett fel Firenzében. Ekkor feddésben részesült, majd önként kilépett a ferences rendből. 1652-ben Ferdinánd főherceg szolgálatába lépett. Cesti 12 évig működött Innsbruck városában a főherceg szolgálatában, de közben a pápai kórusban is énekelt, és operáinak előadása miatt sűrűn utazott Firenzébe és Velencébe.
Innsbruckban több jelentős darabot is komponált: L’Argia (1655), Orontea (1656), Dori, ovvero La schiava fedele (Firenze számára). Eközben tovább tevékenykedett énekesként is. 1661-ben Ferdinánd főherceg lovaggá ütötte. 1662-ben I. Lipót közbenjárásának köszönhetően sikerült megszabadulnia a pápai szolgálattól. 1665-ben a nagyherceg meghalt. Ekkor I. Lipót szolgálatába lépett, aki maga is komponált. Bécsben helyettes Kapellmeister lett. Ezt az állást töltötte be haláláig, és közben szakadatlanul dolgozott. Utolsó éveit Bécs és Velence között utazgatva töltötte. Velencében halt meg, mindössze 46 esztendős korában. Halála után rögtön szárnyra kapott a hír, miszerint riválisai mérgezték meg.

## Munkássága
Cestinek sikerült megoldania zene és dráma egységesítésének problémáját. Az elbeszéléseket, a szereplők összeütközéseit recitativóban oldotta meg, míg az érzelmek, eszmék és komikus részek kifejező eszközei az áriák és az együttesek lettek. Leginkább a hősi opera típusát kedvelte. Ezekben a darabokban a királyok felvilágosult uralkodók, akárcsak a francia drámaíró Corneille színpadi műveiben. Szerette a monumentális díszleteket, a nagy színpadi gépezet megmozgatását kívánó librettókat. Műveiben különféle hagyományok olvadtak össze. A velencei és a római iskola sajátosságai mellett megjelentek művészetében a francia opera jellegzetességei is, elsősorban a balett. Cesti volt az első, aki megkísérelte egyesíteni kora jelentős operaiskoláinak eredményeit. Két legnépszerűbb operája az Orontea és Il pomo d’oro voltak.
Az Il pomo d’orót 1688-ban Bécsben mutatták be. A zeneszerző a császári esküvőre komponálta művét. Az előadás rendkívüli pompával ment végbe: a 67 jelenetet 24 díszlettel adták elő. A mű ötfelvonásos, prológussal. A cselekmény barokkosan burjánzó, a főszál az aranyalma története, amit Parisz ítélt a legszebb istennőnek. A librettó teljes egészében az utókorra maradt, de a zene csak töredékesen. A prológus, az 1., 2., és 4., felvonás zenéje maradt fenn. A prológus először mutat tematikus összefüggést az utána következő kórussal. A szólókban már egyértelmű a recitatviók és az áriák szétválása, ezenkívül megjelentek a da capo forma kezdetei is. A balettzene nem a szerző műve.
Az Orontea szokatlanul realisztikus mű a korszakban. Semmiféle csodás, természetfeletti elemet nem tartalmaz. A darab több áriája egy mottószerű zenei motívummal kezdődik. Az énekes szólama bemutatja a dallam első főmotívumát, amit aztán a zenekar is visszhangozz. Ezután újra rákezd az énekes, és ezúttal végigénekli az egész dallamot. Ez a forma később nagyon népszerűvé vált. A darabban nagy számú komikus ária is található, ezek ragyogó dallamötleteket alkalmaznak. Az Orontea megelőzi korát: nem annyira saját korára, mint inkább az elkövetkező századokra jellemző sajátosságai vannak.

## Művei
Operák:

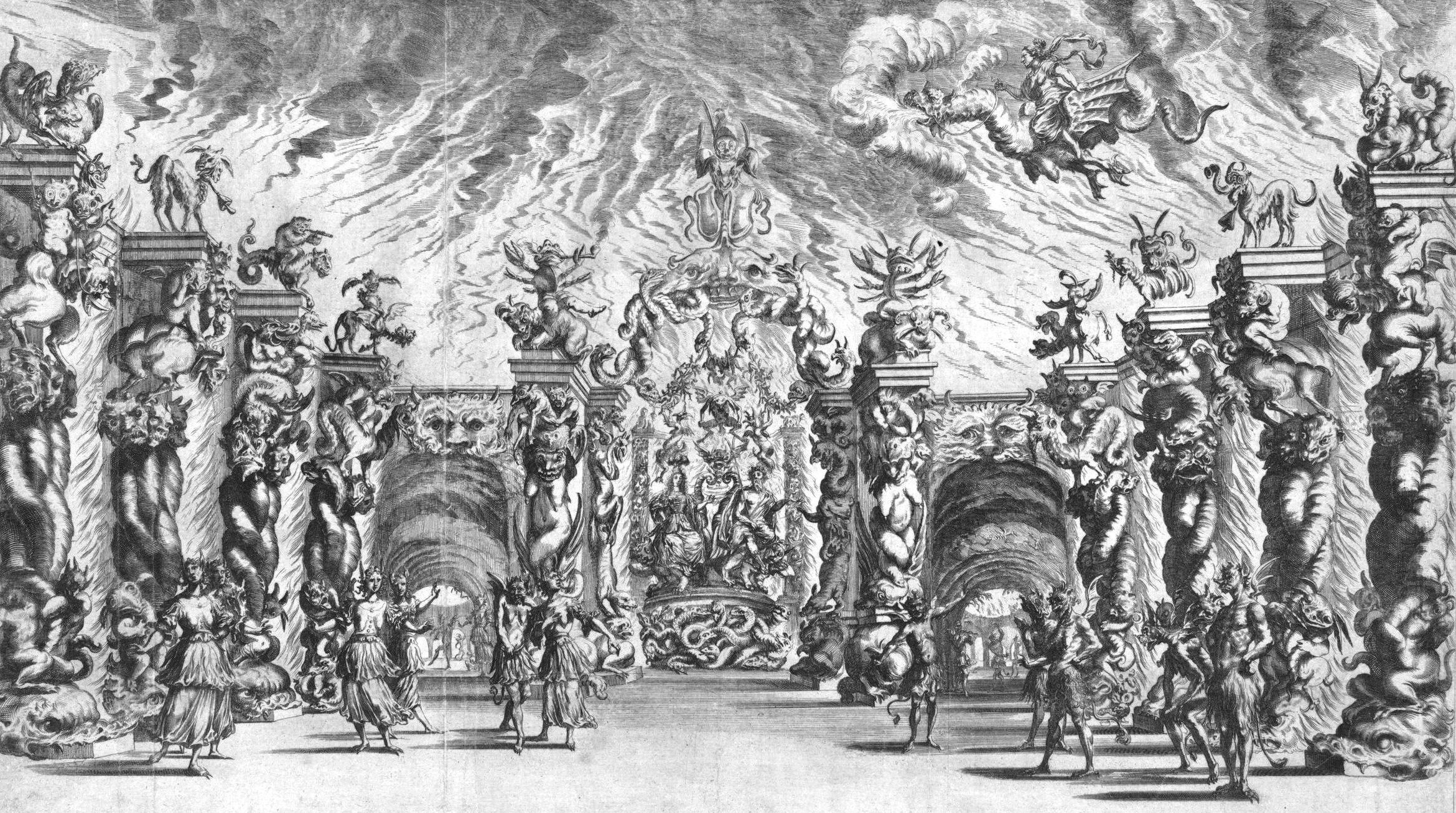
Cesti Il pomo d'oro című operájának korabeli színpadképe

- Alessandro vincitor di se stesso 1651
- Il Cesare amante 1651-52
- L'Argia 1655
- Orontea 1656
- La Dori 1657
- La magnanimità d'Alessandrio 1662
- Il Tito 1666
- Nettunno e Flora festeggianti 1666
- Le disgrazie d'Amore 1667
- La Semirami 1667
- La Germania esultante 1667
- Il pomo d'oro 1668

Egyéb színpadi művek:
- Marte placata 1655
- Venice cacciatrice 1659
- Genserico 1669

Kantáták:
- Alme sol vive
- Alpi nevoese
- Amante gigante
- Amanti, io vi disfido
- Aspettate
- Bella Clori
- Cara e dolce libertà
- Chi d'Amor non sa
- Chi del ciel
- Chino la fronte
- Chi non prova
- Chi si fida
- Cor amante
- Del famoso oriente
- Disperato morirò
- E che ne pensi
- E qual misero
- Era l'alba vicina
- Era la notte, e l'orme
- Era la notte e muto
- Hor son pur solo
- Il servir
- Insegnatemi
- Io non so
- Io son la primavera
- Licrime mie
- La dove ode
- L'amoroso veleno
- Lunguia già l'alba
- Lasciatemi in pace
- Lasciatemi qui solo
- Lasciate pur
- Lungi dal core
- Mia tiranna
- Misero cor
- Nel ricercar
- Non disperi
- Non si parli
- O barbara sorte
- O dell'anima mia
- O questo
- Partitevi respiri
- Per l'ampio mar
- Per sentier
- Piangete un dì (Lamento d'amante)
- Potrebb'essere
- Pose in fronte
- Pria ch'adori
- Quante volte
- Quanto è dolce
- Ricordati mio core (dubbia)
- Rimbombava d'intorno
- Sensi voi